# Nisista
Nisista là một chi bướm đêm thuộc họ Geometridae.